# Педро Дюхар
Педро Дюхар (фр. Pierre Duhart, 25 квітня 1910, Монтевідео — 5 січня 1956, Ланус) — уругвайський і французький футболіст, що грав на позиціях півзахисника і нападника, зокрема за збірні Уругваю та Франції.
По завершенні ігрової кар'єри — тренер.

## Клубна кар'єра
У дорослому футболі дебютував 1931 року виступами за команду «Насьйональ», в якій провів два сезони, взявши участь у 69 матчах чемпіонату.  Більшість часу, проведеного у складі «Насьйоналя», був основним гравцем команди. У складі «Насьйоналя» був одним з головних бомбардирів команди, маючи середню результативність на рівні 0,45 гола за гру першості. За цей час виборов титул чемпіона Уругваю.
1934 року перебрався до Франції, ставши гравцем «Сошо». Відіграв за команду із Сошо наступні чотири сезони своєї ігрової кар'єри. В новому клубі був серед найкращих голеодорів, відзначаючись забитим голом в середньому щонайменше у кожній третій грі чемпіонату. За цей час додав до переліку своїх трофеїв два титули чемпіона Франції.
Завершував ігрову кар'єру у команді «Шарлевіль», за яку виступав протягом 1938—1939 років. Із початком Другої світової війни у Європі повернувся до Південної Америки.

## Виступи за збірні
1932 року провів два офіційні матчі у складі національної збірної Уругваю.
Під час своїх виступів у Франції отримав громадянство цієї країни і 1935–1937 роках шість разів виходив на поле в іграх національної збірної Франції, відзначившись одним забитим голом.

## Кар'єра тренера
Протягом частини 1944 року очолював тренерський штаб чилійського «Евертона» (Вінья-дель-Мар).
Помер 5 січня 1956 року на 46-му році життя в аргентинському Ланусі.
| Дата      | Місто      | Господарі | Результат | Гості     | Турнір               | Голи | Примітки |
| --------- | ---------- | --------- | --------- | --------- | -------------------- | ---- | -------- |
| 18-5-1932 | Монтевідео | Уругвай   | 1 – 0     | Аргентина | товариський матч     | -    |          |
| 4-12-1932 | Монтевідео | Уругвай   | 1 – 2     | Бразилія  | Копа Ріо Бранко 1932 | -    |          |
| Усього    |            | Матчів    | 2         |           | Голів                | 0    |          |

## Титули і досягнення
- Чемпіон Уругваю (1):

«Насьйональ»: 1933
- Чемпіон Франції (2):

«Сошо»: 1934-1935, 1937-1938